# زلزال تبريز 2012
زلزال تبريز هو زلزال وقع يوم 23 رمضان 1433 هـ / 11 آب 2012 م قرب بلدة أهر الواقعة قرب مدينة تبريز.
بلغت قوته 6.2 درجة على مقياس ريختر.